# Булаж
Булаж (фр. Boulages) насеље је и општина у североисточној Француској у региону Шампањ-Арден, у департману Об која припада префектури Ножан сир Сен.
По подацима из 2011. године у општини је живело 244 становника, а густина насељености је износила 21,14 становника/km². Општина се простире на површини од 11,54 km². Налази се на средњој надморској висини од 83 метара.

## Демографија
| 1962. | 1968. | 1975. | 1982. | 1990. | 1999. | 2011. |
| ----- | ----- | ----- | ----- | ----- | ----- | ----- |
| 227   | 243   | 210   | 225   | 204   | 221   | 244   |

График промене броја становника у току последњих година